# HGBS
HGBS war ein deutsches Musiklabel und ist ein Tonstudio, das seit den 1980er Jahren ansässig in Villingen-Schwenningen ist.
HGBS ist das Label der Unternehmergesellschaft HGBS Musikproduktion. Die Abkürzung HGBS steht für Hans Georg Brunner-Schwer, den früheren Toningenieur und Produzenten von MPS. Nachdem Brunner-Schwer MPS 1983 an die niederländische Philips-Gruppe verkauft hatte, setzte er die Produktion von Musikaufnahmen in seinem Studio fort, die in kleiner Auflage unter seinen Namensinitialen HGBS veröffentlicht wurden. Auf dem Label erschien vorwiegend Film-, Tanz- und Unterhaltungsmusik u. a. Georg Haentzschel, Bully Buhlan & Erwin Lehn/Südfunk-Tanzorchester (Das war sein Milljöh), Toni Stricker und dem Tanzorchester des SWF unter Leitung von Rolf-Hans Müller (Romantic Jazz). Der Sampler H.G.B.S. Swingtime enthielt Musik von Erwin Lehn, Monty Alexander, Horst Jankowski und Milt Buckner. In der Reihe Aus meinen Archivaufnahmen erschienen historische Rundfunkaufnahmen u. a. von Franz Grothe, Kurt Wege und Willi Stech.
Nach Brunner-Schwers Tod im Oktober 2004 setzten Sohn Matthias Brunner-Schwer und Friedhelm Schulz die Aktivitäten von HGBS als Tonstudio und als Musiklabel fort; ab Ende der 2000er Jahre erschienen bei HGBS Wiederveröffentlichungen der MPS-Aufnahmen von Wolfgang Dauner (Knirsch), George Duke (The Dream), Dieter Reith (Join Us) und Attila Zoller/Lee Konitz/Albert Mangelsdorff (Zo-Ko-Ma). Das gleichnamige Studio in Villingen ist das frühere MPS-Studio, in dem seit 2009 wieder Produktionen u. a. von Dauner (Tribute to the Past), Johannes Mössinger, Gee Hye Lee (Geenius Monday), Magnus Mehl/Bernd Konrad (Two Generations), Baby Sommer/Michel Godard/Patrick Bebelaar (Three Seasons), Markus Lüpertz (Herzschmerz), Annette Maye & Gianluigi Trovesi, Susanne Menzel/Klaus Ignatzek (Mariposa), Frank Kuruc, Veronika Morscher, Charlotte Ortmann und Christoph Spendel für das Label stattfanden. Daneben entstanden im Studio auch Produktionen für andere Labels, wie La Paloma von Ulrich Gumpert/Günter Baby Sommer. 2017 wurde ein Insolvenzantrag der HGBS Musikproduktion vom Amtsgericht „mangels Masse“ abgelehnt.